# Debito non garantito
Il debito non garantito (in inglese junior debt) è il debito che, in caso di bancarotta dell'impresa che lo ha emesso, non è coperto da garanzie su specifici asset aziendali, anche detti collaterali (in inglese collaterals).
Questo sarà quindi rimborsato solo dopo il debito garantito (senior debt) e prima del capitale proprio (equity).

## Diritto italiano

### Credito chirografario
Nel diritto italiano viene chiamato credito chirografario il credito non assistito da pegno, ipoteca e non rientrante tra i crediti privilegiati. Esso sarà soddisfatto in caso di procedura concorsuale dopo la soddisfazione integrale dei creditori privilegiati.
I crediti derivanti da contratti o rapporti di lavoro non hanno una tutela speciale né un fondo di garanzia che intervengano in caso di insolvenza del datore, in mancata attuazione della Carta sociale europea (art. 25-Diritto dei lavoratori alla protezione dei loro crediti in caso d'insolvenza del loro datore di lavoro).

### Credito postergato
Il fenomeno inverso al privilegio è la postergazione, che si verifica quando uno o più creditori, senza rinunciare al loro credito, permettono che lo stesso verrà soddisfatto solo dopo l'integrale soddisfazione degli altri creditori che assumono, per effetto di ciò, un carattere di privilegio indiretto.
Sulla scia di una prassi bancaria diventata diffusa, la riforma del diritto societario ha ufficializzato la postergazione. Il nuovo testo dell'art. 2467 c.c. recita Il rimborso dei finanziamenti dei soci a favore della società è postergato rispetto alla soddisfazione degli altri creditori e, se avvenuto nell'anno precedente la dichiarazione di fallimento della società, deve essere restituito.